# National Liberation Movement
National Liberation Movement war eine politische Partei in Ghana, die noch während des Unabhängigkeitsprozesses in der Kolonie Goldküste im Jahr 1954 gegründet wurde. Gründervater ist ein politischer Führer des Akan-Volkes der Aschanti Baffour Osei Akoto. Die NLM stand in der politischen Tradition der Danquah-Busia Ära.

## Politische Ausrichtung
Die NLM operierte als Interessenvertretung der Aschanti im Zentrum des heutigen Ghana wie auch der  damaligen britischen Kolonie Goldküste. Die Aschanti sind bis heute ein zahlenmäßig und kulturell wichtiger Stamm innerhalb der noch heute in Ghana dominierenden Volksgruppe der Akan.
Die NLM suchte als wichtige Oppositionspartei eine politische Alliance mit den andern regionalen Parteien der damaligen Zeit wie der Anlo Youth Association oder der Northern Peoples’ Party um ein starkes Gegengewicht zur damals dominierenden Partei von Kwame Nkrumah, der Convention People’s Party, (CPP) zu bilden.
Dem politischen Engagement der NLM wird aufgrund der harten Interessenvertretung der lokal mit Zentrum in Kumasi vertretenden Aschanti eine Mitverantwortung für gewaltsame, politische Ausschreitungen in Kumasi zugeschrieben. Insbesondere bei der Frage, nach der Ausgestaltung der Verfassung Ghanas vertrat die NLM eine Gegenmeinung zur vorherrschenden politik der CPP. Die NLM wollte eine föderale Verfassung durchsetzen.

## Wahlergebnisse der NLM
Bei den Wahlen des Jahres 1954 erzielte die NLM von 104 Sitzen in der gesetzgebenden Versammlung (Legislative Assembley). Bei den Wahlen vom 17. Juli 1956 zur Versammlung erreichte die NLM 12 von 104 Sitzen, die alle in der Ashanti Region, also mit massivem regionalen Bezug gewonnen wurden. Die CPP ging als klarer Wahlsieger aus beiden Wahlen hervor.
Gerade bei den Wahlen des Jahres 1956 hatte die NLM die Wähler anderer Regionen und Stamme mit der Harten Marschroute hin zu einer Aschanti-Dominanz Ghanas abgeschreckt. Das Aschanti-Reich war auch schon in Vorkolonialenzeiten eine dominate Macht in der Region gewesen.

## Nach der Unabhängigkeit 1957
Bald nach der Unabhängigkeit Ghanas am 6. März 1957 wurde auf betrieben des damaligen Premierministers Kwame Nkrumah und späteren Präsidenten Ghanas ein Gesetz zur Verhinderung von Diskriminierung (Avoidence of Discrimination Act 1957, C.A. 38) erlassen. Dieses Gesetz Verbot jegliche Gruppierung mit einer Ausrichtung basierend auf ethnischer, religiöser, regionaler oder ähnlicher Ausrichtung mit Wirkung ab dem 31. Dezember 1957.
Der vollständige Titel des Gesetzes lautete:
Gesetz über das Verbot von Organisationen, die zur Propaganda die Zugehörigkeit zu einem Stamm, einer Region, einer Rasse oder einer Religion verwenden oder nutzen zum Nachteil einer Gemeinschaft oder um die Wahl von Personen aufgrund deren Zugehörigkeit zu einem Stamm, einer Region oder Religion oder ähnliche Zwecke zu sichern. (engl.: An Act to prohibit organizations using or engaging in tribal, regional, racial and religious propaganda to the detriment of any community, or securing the election of persons on account of their tribal, regional or religious affiliations and for other purpuse connected therewith.)
Die NLM fiel aufgrund des deutlichen Bezuges zum SVolk der Aschanti unter das Gesetz und wurde so quasi über Nacht zu einer illegalen Gruppe, obwohl sie im Parlament seit dein Wahlen 1954 vertreten war. Betroffen waren unter anderem die Parteien Muslim Association Party (MAP), Togoland Congress, Northern Peoples’ Party und andere Organisationen wie auch Ga Shifimo Kpee.
Der Stadtrat des politischen Zentrums der NLM in Kumasi bestand überwiegend aus NLM-Mitgliedern. Kkrumah setzte den Stadtrat kurzerhand aus und ernannte CPP-Mitglieder zu Kommissaren mit der Aufgabe der Regelung Stadtverwaltung. Ebenso wurde die damalige Region Brong Ahafo mit dem Machtzentrum in Kumasi in zwei Regionen getrennt zur Zerschlagung der Machtverhältnisse. Es entstanden im Jahr 1958 somit die noch heute bestehenden Regionen Ashanti Region und Brong Ahafo Region mit jeweils gebildeten Stammesräten und Verwaltungseinheiten. Die CPP wollte damit endgültig die Vorherrschaft der Aschanti im Zentralen Gebiet in Ghana unter seine Kontrolle bringen.

## NLM – United Party
Um einem Parteienverbot aus dem Weg zu gehen, schlossen sich verschiedene Parteien Anfang 1958 zur United Party (Ghana) zusammen. Die UP setzte sich zusammen aus folgenden Parteien und Gruppierungen:
- National Liberation Movement (NLM)
- Anlo Youth Association (AYA)
- Togoland Congress (TC)
- Northern Peoples’ Party
- Muslim Association Party
- Ga Shifimo Kpee

Mit der Gründung der UP existierte offiziell die NLM nicht mehr. Neben der Nachfolgepartei United Party bestand in Ghana lediglich die Partei Nkrumahs, die Convention People’s Party (CPP) ab 1958.